# Jacek Juliusz Jadacki
Jacek Juliusz Jadacki (ur. 11 września 1946 w Puchaczowie) – polski filozof, logik i pianista, profesor tytularny.

## Życiorys
Absolwent Państwowej Wyższej Szkoły Muzycznej w Warszawie w klasie fortepianu Natalii Hornowskiej oraz studiów filozoficznych na Uniwersytecie Warszawskim. W zakresie filozofii i logiki – uczeń m.in. Jerzego Pelca i Mariana Przełęckiego. Był także słuchaczem wielu innych przedstawicieli Szkoły Lwowsko-Warszawskiej, m.in. Zdzisława Augustynka, Eugeniusza Geblewicza, Romana Suszki, Klemensa Szaniawskiego, Bogusława Wolniewicza i Ryszarda Wójcickiego. W 1977 obronił napisaną pod kierunkiem Janusza Kuczyńskiego dysertację doktorską O granicach poznania. Spór Romana Ingardena z Edmundem Husserlem. W 1989 habilitował się na podstawie rozprawy Filozoficzne podstawy semiotyki.W 1995 uzyskał tytuł profesora nauk humanistycznych.
W latach 1974–2016 – pracownik Instytutu Filozofii Uniwersytetu Warszawskiego, którego w latach 2005–2008 był dyrektorem; w latach 1994–2013 – kierownik Zakładu Semiotyki Logicznej. W latach 2001–2009 pracował również w Szkole Wyższej Psychologii Społecznej w Warszawie. Założył i wydawał w latach 1993–2001 kwartalnik Filozofia Nauki. Wydaje serię książkową Polish Analytical Philosophy w wydawnictwie Rodopi/Brill w Amsterdamie (od 1998) oraz serię książkową Bibliothèque des Philosophes w Towarzystwie Naukowym Warszawskim (od 1999).
Zajmuje się przede wszystkim semiotyką logiczną i historią filozofii polskiej, a w szczególności Szkołą Lwowsko-Warszawską. Uprawia filozofię w duchu Jana Łukasiewicza.
Członek zwyczajny Towarzystwa Naukowego Warszawskiego (od 2002) i Towarzystwa Naukowego KUL (od 2016); skarbnik Polskiego Towarzystwa Filozoficznego, członek Komitetu Nauk Filozoficznych PAN, członek honorowy Collegium Invisibile(od 2006) i Polskiego Towarzystwa Filozoficznego (od 2024).
Był promotorem kilkudziesięciu magisteriów i dziewięciu doktoratów. Jego doktorantami są m.in.: Anna Brożek, Mariusz Grygianiec, Aleksandra Horecka, Joanna Odrowąż-Sypniewska i Mieszko Tałasiewicz. Za jego uczniów uważają się ponadto m.in.: Tomasz Bigaj, Anna Jedynak, Kordula Świętorzecka, Jacek Wojtysiak, Anna Wójtowicz i Krzysztof Wójtowicz.
Odznaczony Krzyżem Kawalerskim Orderu Odrodzenia Polski (2001), Medalem za Zasługi dla Uniwersytetu Muzycznego Fryderyka Chopina w Warszawie (2012), Medalem 200-lecia Uniwersytetu Warszawskiego (2016) i Medalem Iwana Franki przyznanym przez Uniwersytet Lwowski (2017).
Otrzymał m.in. Nagrodę PAN im. Tadeusza Kotarbińskiego za książkę Orientacje i doktryny filozoficzne. Z dziejów myśli polskiej (1999) oraz Nagrodę Fundacji Academicon im. Kazimierza Twardowskiego za współautorstwo książki Kazimierz Twardowski: filozof ze Lwowa (2024).
Zorganizował dziesiątki konferencji naukowych, z których największe to: sympozjum naukowe z okazji 2000-lecia chrześcijaństwa Człowiek – nauka – wiara (Warszawa 1999), polsko-ukraińskie Seminarium Lwowsko-Warszawskie FIlozofia Nauki (Warszawa-Lwów, cyklicznie powtarzane w latach 2000-2007) i VIII Polski Zjazd Filozoficzny (Warszawa 2008). Był członkiem Warszawskiego Społecznego Komitetu Poparcia Jarosława Kaczyńskiego w przedterminowych wyborach prezydenckich w 2010.

## Monografie książkowe własne
- Spór o granice poznania. Prolegomena do epistemologii, 1985
- Semiotyka Szkoły Lwowsko-Warszawskiej. Główne pojęcia, w: Michał Hempoliński (red.), Polska filozofia analityczna, 1987
- O rozumieniu. Z filozoficznych podstaw semiotyki, 1989
- (Ze Zdzisławem Augustynkiem) Possible Ontologies, 1993
- Sławni Wilnianie. Filozofowie, 1994
- Metafizyka i semiotyka. Studia prototeoretyczne, 1996
- Orientacje i doktryny filozoficzne. Z dziejów myśli polskiej, 1998
- Aksjologia i semiotyka. Analizy i polemiki, 2003
- From the Viewpoint of the Lvov-Warsaw School, 2003
- Polish Analytical Philosophy. Studies on its Heritage, 2009
- Metodologia i semiotyka. Idee – metody – problemy, 2010
- (Z Anną Brożek) Fryderyk Chopin: środowisko społeczne – osobowość – światopogląd – założenia twórcze, 2010 [wersja angielska – Frederick Chopin: social background – personality – worldview – artistic principles, 2011; wersja francuska – Frédéric Chopin: son milieu social – sa personnalité – sa vision du mond – ses principes de création artistique, 2011]
- (Z Anną Brożek i Marianem Przełęckim) W poszukiwaniu najwyższych wartości, 2011
- Byt i powinność. Wkład XX-wiecznych myślicieli polskich do teorii imperatywów i norm, 2012
- Being and Duty. The Contribution of 20th-century Polish thinkers to the theory of imperatives and norms, 2013
- Filozofia polska XIX i XX wieku. T. I–II, 2015
- Polish philosophy of the 19th and 20th centuries. Heritage studies, 2015
- Filozofia wileńska XIX i XX wieku, 2016
- Stanisław Leśniewski: Geniusz logiki, 2016
- Метафізика i семіотика. Прототеоретичні дослідження, 2019
- Stanisław Leśniewski: Genius of Logic, 2020
- (Z Anną Brożek) Kazimierz Twardowski: filozof ze Lwowa. T. 1. Życie[20]. T. 2. Poglądy[21], 2023

## Edycje i koedycje książek
- (Z Barbarą Markiewicz) …A mądrości zło nie przemoże, 1993
- (Z Barbarą Markiewicz) Próg istnienia. Cz. I. Zdziesiątkowane pokolenie, 1995
- (Z Barbarą Markiewicz) Próg istnienia. Cz. II. Dzieło niedokończone, 1996
- (Z Tomaszem Bigajem & Anną Lissowską) Co istnieje? Antologia tekstów ontologicznych z komentarzami. T. I–II, 1996
- (Z Witoldem Strawińskim) W świecie znaków. Księga pamiątkowa ku czci Profesora Jerzego Pelca, 1996
- Zdzisław Augustynek, Czasoprzestrzeń. Eseje filozoficzne, 1997
- (Z Kordulą Świętorzecką) Jan Salamucha, Wiedza i wiara. Wybrane pisma filozoficzne, 1997
- (Z Witoldem Strawińskim) In the world of signs. Essays in honour of Professor Jerzy Pelc, 1998
- (Z Krzysztofem Wojtowiczem) Człowiek – nauka – wiara, 1999
- Człowiek współczesny: rozum a wiara, 1999
- Jan Łukasiewicz, Logika i metafizyka, 1999
- (Z Barbarą Markiewicz & Ryszardem Jadczakiem) Polskie Towarzystwo Filozoficzne – czyli z dziejów filozofii jako nauki instytucjonalnej, 1999
- Joanna Odrowąż-Sypniewska, Zagadnienie nieostrości, 2000
- Marian Przełęcki, Lektury Platońskie, 2000
- Mieszko Tałasiewicz, Pojęcie racjonalności nauk empirycznych, 2000
- (Z Aleksandrą Białecką) U progu trzeciego tysiąclecia. Człowiek – nauka – wiara, 2001
- Marian Przełęcki, O rozumności i dobroci. Propozycje i morały, 2002
- Alfred Tarski: dedukcja i semantyka [déduction et sémantique], 2003
- Analiza pojęcia informacji, 2003.
- (Z Kordulą Świętorzecką) Jan Salamucha, Knowledge and faith, 2003
- Kazimierz Twardowski, Filozofia i muzyka, 2005
- (Z Anną Brożek & Witoldem Strawińskim) Logic, methodology and philosophy of science at Warsaw University (2), 2005
- (Z Anną Brożek) Marian Przełęcki, Intuicje moralne, 2005
- (Z Mikołajem Olszewskim) Stefan Swieżawski, Zagadnienie historii filozofii. Wyd. 2, 2005
- (Z Jackiem Paśniczkiem) The Lvov-Warsaw School. The new generation, 2006
- VIII Polski Zjazd Filozoficzny. Warszawa, 15–20 września 2008 roku. Księga streszczeń, 2008
- (Z Anną Brożek) VIII Polski Zjazd Filozoficzny. Program, 2008
- (Z Іваном Вакарчуком) Філософсвкі проблеми науки / Filozoficzne problemy nauki, 2010
- Marian Przełęcki, Within and beyond the limits of science. Logical studies of scientific and philosophical knowledge, 2010
- Panorama współczesnej filozofii polskiej. Księga pamiątkowa VIII Polskiego Zjazdu Filozoficznego, 2010
- Kazimierz Ajdukiewicz, Główne kierunki filozofii w wyjątkach z dzieł ich klasycznych przedstawicieli Teoria poznania – logika – metafizyka – teoria wartości. Antologia z komentarzami dla szkół średnich i wyższych, 2011
- (Z Anną Brożek & Berislavem Žarniciem) Theory of imperatives from different points of view (1). Logic, Methodology & Philosophy of Science at Warsaw University (6), 2011
- (Z Piotrem Surmą) Jan Łukasiewicz, Pamiętnik, 2013
- (Z Anną Brożek & Berislavem Žarniciem) Theory of imperatives from different points of view (2). Logic, Methodology and Philosophy of Science at Warsaw University (7), 2013
- (Z Anną Brożek) Kazimierz Twardowski, Myśl, mowa i czyn. Część I, 2013
- Anioł Dowgird, Zdrowy rozsądek i kraina marzeń. Pisma wybrane, 2014
- (Z Anną Brożek) Kazimierz Twardowski, Myśl, mowa i czyn. Część II, 2014
- (Z Anną Brożek) Kazimierz Twardowski, On prejudices, judgments and other topics in philosophy, 2014
- (Z Anną Brożek) Nauka i język (seria druga). Księga pamiątkowa Marianowi Przełęckiemu w darze na 90-lecie urodzin, 2014
- (Z Anną Brożek) Izydora Dąmbska, Knowledge, language and silence. Selected papers, 2015
- Stanisław Leśniewski, Pisma zebrane. T. I–II, 2015
- Anioł Dowgird, Kurs filozofii. T. I. Logika. T. II. Psychologia. Teologia przyrodzona. Filozofia moralna, 2016
- (Z Anną Brożek, Alicją Chybińską & Janem Woleńskim) Tradition of the Lvov-Warsaw School. Ideas and Continuations, 2016
- (Z Anną Brożek & Friedrichem Stadlerem) Kasimir Twardowski, Gassammelte deutsche Werke, 2017
- Krystyn Lach-Szyrma, Fragmenty filozoficzne, 2021
- Stanisław Leszczyński, Esquisses, réflexions et maximes philosophiques / Szkice, refleksje i maksymy filozoficzne, 2021
- Rozum i wola. Kazimierz Twardowski i jego wpływ na kształt kultury polskiej XX wieku, 2021[22]
- (Z Anną Brożek) At the sources of the twentieth-century analytical movement. Kazimierz Twardowski and his positiona in European philosophy, 2022[23]
- (Z Anną Brożek) Intuition and analysis. Roman Ingarden and the school of Kazimierz Twardowski, 2022[24]
- (Z Edwardem Świderskim) The concept of causality in the Lvov-Warsaw School. The legacy of Jan Łukasiewicz, 2022[25]
- Kazimierz Twardowski. Inedita. T. 1. Logika. Cz. I, 2023[26]
- (Z Anną Brożek) Kazimierz Twardowski. Inedita. T. 2. Metafizyka i epistemologia, 2023[27]
- Władysław Kozłowski. Antyirrealizm w filozofii, psychologii i polityce. Pisma zebrane. T. 1-2, 2024[28]
- (Z Anną Brożek) Kazimierz Twardowski. Inedita. T. 6[29]. T. 7[30]. Korespondencja polska. Cz. I-II, 2024

## Podręczniki
- Wybrane zagadnienia interpretacji w grze fortepianowej według Joan Last Interpretation for the piano student, [w:] Z zagadnień nauczania gry na fortepianie, 1972
- Propedeutyka filozofii (materiały pomocnicze). Zeszyt 1–2, 1982
- Jak studiować filozofię, 1994, 1996, 1997
- Spór o granice istnienia, 1998
- Spór o granice języka. Elementy semiotyki logicznej i metodologii, 2001, 2002, 2005, 2010
- Człowiek i jego świat. Propedeutyka filozofii, 2003, 2007
- Elementy semiotyki logicznej i metodologii w zadaniach, 2004

## Inne publikacje książkowe
- Bajki dla mądrych dzieci. Księga zwierząt, 2012
- Mełgiew podczas II Wojny Światowej, 2020
- Antoni Jadacki. Muzyk – animator kultury – pedagog (wspomnienia), 2023[31]
- Na Mazowszu, Podlasiu i w Małopolsce (wspomnienia), 2024[32]
- Znad Świnki, Jegrzni, Ełku, Netty i Łyny (wspomnienia), 2024[33]